# Ваджід Алі-шах
Ваджід Алі-шах (30 липня 1822 — 21 вересня 1887; урду واجد علی شاہ) — фактично останній падишах Ауду.

## Життєпис
Його держава, що упродовж тривалого часу перебувала під протекторатом британської адміністрації, була, зрештою, безкровно анексована за два дні до 9-річчя від дня його коронації. Наваб вирушив у вигнання до одного з передмість Колкати, де він прожив решту свого життя. 

## Творчість
Окрім іншого, Ваджід був поетом, драматургом, танцівником і покровителем мистецтв. За наказом падишаха в Лакхнау було створено музично-танцювальний заклад «Паріхаана» (Обитель фей), де навчалися молоді дівчата. Є автором театрального жанру «раха», що поєднував чуттєву поезію, ліричні композиції та танцювальну форму катхак. Сам Ваджід Алі-шах визначив 36 типів раха. Вистави рахів відбувалися в збодованому театрі «Кайсарбах-Рахас Манзіл». Ваджід був автором п'єс «Радха Канхайя Ка Кісса», «Дар'я-і-Ташск», «Афсан-і-Ісбак» та «Багар-і-Ульфат» (мовою урду).
Загалом доробок складає 60 книг, втім більш втрачено. Складав ліричні вірші мовами урду та деванагарі. Найзначущими творами є поема «Сават-уль-Калуб» та автобіографія у віршах «Хузн-і-Ахтар». Остання написана після зречення, в якій йдеться про подорож колишнього падишаха з Лакхнау до Калькутти. Спеціальну працю «Бані» на 400 сторінках присвятив своїм дослідженняям танцю і музики.